# Norman Le Brocq
Norman Le Brocq, né en 1922 et mort le 26 novembre 1996, est une personnalité politique, militant communiste, résistant, dirigeant de plusieurs associations et député de Jersey. 

## Biographie

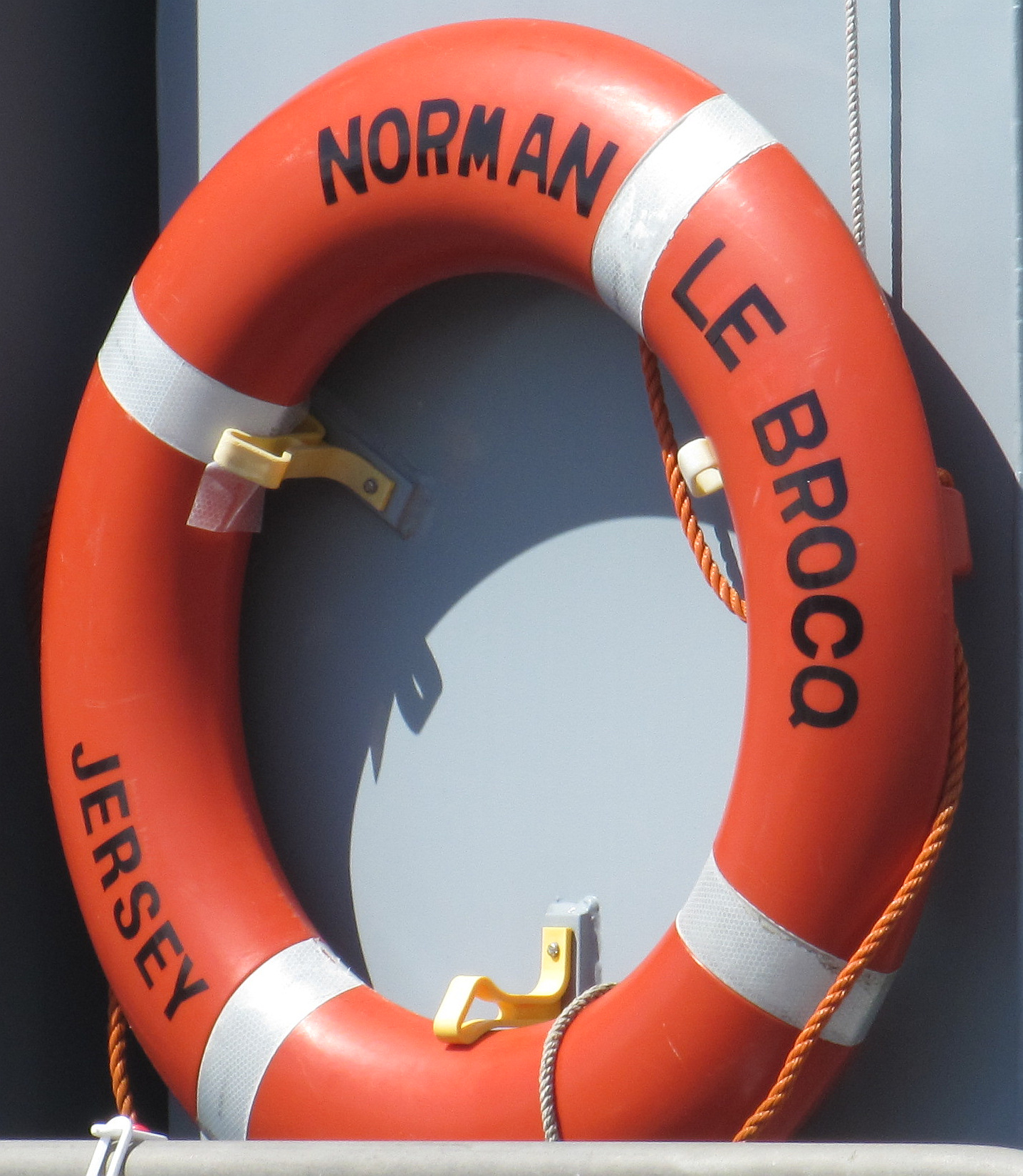
Bateau de pêche nommé en son honneur.

### Le résistant
Norman Le Brocq fut un militant communiste responsable actif de la Résistance jersiaise contre l'occupant nazi durant la Seconde Guerre mondiale. Il fédéra la résistance jersiaise dans le Jersey Democratic Movement dont il prit la direction. Ce mouvement se situait à Gauche et regroupait aussi bien des Communistes du Parti communiste de Jersey, que des Socialistes et des Travaillistes. Il participa à des faits de résistance comme cacher des prisonniers de guerre russes, imprimer et diffuser des tracts contre l'ennemi et combattre en commettant, avec son groupe de résistants, des attentats comme celui qui toucha et détruisit l'école des officiers allemands de l'île anglo-normande causant la mort de neuf soldats allemands.

### L'homme politique
Norman Le Brocq était extrêmement modeste sur ses exploits, dont il parlait peu. Il a été secrétaire de la branche anglo-normande du Parti communiste britannique pour une grande partie de la période d'après-guerre et a été un militant connu pour sa lutte pour les droits des travailleurs ainsi que dans le domaine du logement et de la politique sociale. Il fut à la base de réformes importantes comme celles sur concernant la Loi sur le divorce équitable et moderne, la réorganisation de la police honorifique et l'augmentation de leurs crédits. L'assurance maladie obligatoire comme couverture sociale et la gratuité de l'enseignement obligatoire jusqu'à l'âge de 16 ans.

### Le militant associatif
En 1966, il est élu député au parlement des États de Jersey à la tête du Jersey Democratic Movement. Il resta un militant communiste jusqu'à la fin de sa vie. Il fut administrateur de la Société Co-opérative des îles Anglo-Normandes durant 35 ans et son président pendant 27 années.
Norman Le Brocq a été très impliqué dans un nombre important d'organismes de bienfaisance locaux. Il fut nommé président du Comité de planification des îles et président du Comité consultatif de la pêche maritime. Un des navires des pêcherie de Jersey porte son nom.